# پرل ریور (میسیسیپی)
پرل ریور (به انگلیسی: Pearl River) مکانی در ایالت میسیسیپی کشور ایالات متحده آمریکا است که جمعیت آن در سرشماری سال ۲۰۱۰ میلادی، ۳٬۶۰۱
نفر بوده‌است.